# Гибель Отрара
«Гибель Отрара» (каз. Отырардың күйреуі, также в России встречается и под названием «Тень завоевателя», подписываемым зачастую в скобках) — драматический фильм 1991 года, снятый Ардаком Амиркуловым на киностудии «Казахфильм». Судьбы героев фильма искусно переплетаются с впечатляющими батальными сценами.

## Сюжет
Древний город Отрар был колыбелью казахской цивилизации. В начале XIII века город завоевали войска Чингисхана, которому было к тому времени 64 года. Храбрый кипчак Унжу, которого тайно послал на разведку в войска Чингисхана правитель Отрара Каир-хан, в течение семи лет живя у монголов дослужился от положения раба до тысячника, пока не познал все тонкости ведения монголами войн. Узнав о том, что Чингисхан решил отправить свои полчища в Среднюю Азию, Унжу торопится известить о приближающейся опасности правителей Хорезмского ханства.

## В ролях
- Дохдурбек Кыдыралиев — Унжу, кипчак (в титрах указан как Доха Кыдыралиев)
- Тунгышбай Жаманкулов — Каир-хан, правитель кипчаков
- Болот Бейшеналиев — Чингисхан
- Абдурашид Махсудов — Мухаммед-шах, правитель Хорезма
- Заурбий Зехов — купец Ялвач
- Сабира Атаева — Кулан
- Касым Жакибаев — вероотступник

## Съёмочная группа
- Авторы сценария: Алексей Герман, Светлана Кармалита
- Режиссёр: Ардак Амиркулов
- Операторы: Сапар Койчуманов, Аубакир Сулеев
- Художники: Александр Ророкин, Умирзак Шманов, Людмила Трахтенберг
- Художник по гриму: Светлана Маслова
- Композитор: Куат Шильдебаев
- Монтаж: Г. Кыстауова
- Директор: Алексей Герман

## Работа над фильмом
Сергей Бодров-старший был один из инициаторов попросивших казахских коллег заказать работу Алексею Герману, когда его снятый «Мой друг Иван Лапшин» был положен на «полку», а сам постановщик был отстранен от работы с киностудиями Союза. В это время Герман у Бодрова выступал и неофициальным художественным руководителем на его фильме «Сладкий сок внутри травы», и поскольку в приказе не было указанно про сценарную работу, то главный редактор «Казахфильма» Мурат Ауэзов предложил написать Герману с супругой и постоянным соавтором Светланой Кармалитой сценарий исторического фильма об обороне Каир-ханом города Отрар. Ауэзову же конкретно этот эпизод предложила кинодраматург Зауреш Ергалиева, которая была автором сценария и прототипом главной героини «Сладкий сок внутри травы». Она среди тем возможных будущих сценариев вспомнила и о прочитанной в школьные годы книге «История Казахской ССР» Ермухана Бекмаханова, в частности ее потряс эпизод последней битвы Каир-хана. Написание сценария «Гибель Отрара» растянулось на несколько лет, выпавших и на трудовую реабилитацию Алексея Германа на Ленфильме в 1985 году и на дальнейшее его завершение работы над «Лапшином».
Сам Алексей Герман и Светлана Кармалита в книге «„Что сказал табачник с Табачной улицы“ и другие киносценарии», описывая опыт работы над сценарием, отмечали, что, несмотря на предоставленный консультантами материал, он носил довольно фрагментарный характер, и достоверных сведений об исторических реалиях и нравах практически не было, а тот, который сохранился, обладал противоречиями: «Из множества версий мы выбрали одну, как и другие, содержащую противоречия. Но ей мы и следовали». Так, одним из конфликтных вопросов с приглашенным в работу консультантом, профессором Львом Гумилёвым, было сопоставление человека сегодняшнего и жителя средневековья, между которыми по мнению Германа нет разницы, просто средневековый житель «не обременён знаниями и обременён другими условностями».
На место режиссера Зауреш Ергалиева также предложила дебютанта, на тот момент студента 4 курса ВГИКа мастерской Сергея Соловьева, Ардака Амиркулова. Будучи тесно знакомой с Германом и Кармелитой, она в Ленинграде познакомила с ними Амиркулова, с уверенностью, что - если авторы сценария, обладающие таким авторитетом, одобрят кандидатуру режиссера - то и руководство студии прислушается к их мнению. По ее словам: «супругам очень понравилось, как Ардак трактовал сценарий» и одобрили кандидатуру Амиркулова. Студия утвердила.
Изначально предполагалось, что фильм станет дипломной работой режиссера, но съемочной период фильма в итоге растянулись на 4 года и тот выпустился с другой начатой учебной работой. За весь период съемок декорации города Отрар художники-постановщики из-за проблем во время съемок и погодных условий заново возводили и выстраивали несколько раз. Амиркулов отмечает - из-за нехватки средств на такую масштабную постановку «Казахфильм» несколько раз останавливала съемки и консервировала работу над фильмом. В конечном итоге фильм перестал получать государственную поддержку и для завершения работы пришлось искать поддержку частных инвесторов. Для этого фильм и отснятый материал пришлось выкупать Амиркулову у руководства «Казахфильма». После выпуска фильма на экраны доход от проката ушел на погашение взятого кредита на его спасение. По словам режиссера: «я учился в «Отраре» не только снимать кино, я учился жизни».

## Наследие
В 1991 году фильм «Гибель Отрара» подавали от Казахстана на премию «Оскар» как лучший фильм на иностранном языке, но не прошел отбор. Фильм стал первым в истории премии фильмом, который был выдвинут в лонг-лист от независимого Казахстана. В том же году картина была награждена призом ФИПРЕССИ на Международном кинофестивале в Монреале и «Серебряной пластиной» кинофестиваля в Фигейра-да-Фош.
В 1992 году Дохдурбек Кыдыралиев завоевал приз «Кинотавра» в номинации «Лучшая мужская роль».
Фильм ретроспективно неоднократно участвовал во множестве кинофестивалях. В 2002 году Мартин Скорсезе рекомендовал «Гибель Отрара» для демонстрации на Нью-Йорке и впоследствии способствовал его распространению и изданию в США. Впоследствии будущий директор Нью-Йоркского кинофестиваля Кент Джонс в своих рецензиях довольно восторженно отзывался о «Гибель Отрара».
В рамках творчества Алексея Германа фильм иногда рассматривается и как предтеча, и как «генеральная репетиция» его «Трудно быть богом», с характерными темами и отношение власти и народа к тирании, в различной степени получивших развитие в дальнейшем творчестве режиссера.
Литературный сценарий фильма стал источником вдохновения для Сергея Бодрова-старшего при работе над фильмом «Монгол» в середине 2000-х. По его словам, перед съемками своего фильма он несколько раз перечитывал написанный Германом и Кармалитой ещё в 1980-х годах «Гибель Отрара», чтобы «напитаться» его атмосферой.

## Цифровая реставрация
В 2025 года фильм был полностью отреставрирован и издан компанией Janus Films. По словам режиссера реставрация проводилась по инициативе The Film Foundation Мартина Скорсезе, которые до этого уже прокатывали пленочную копию фильма на фестивалях, а затем передали ее в нью-йоркский Музей Джорджа Истмана. Реставрация «Гибели Отрара» проходила в лаборатории L’Immagine Ritrovata, в Болонье, в Италии, рамках проекта World Cinema Project. Процесс реставрации был завершен в 2024 году. Фильм был отсканирован в Алматы с оригинальных негативов под руководством Ардака Амиркулова. И уже зарубежом восстановлен в разрешении 4K. Режиссер картины не был непосредственно привлечен к процессу востановления, но оставлял коментарии на присылаемые ему примеры работ реставраторов, и утверждал финальную цветокоррекцию фильма.
Премьера отреставрированной версии фильма состоялась 26 июля в Бристоле на казахском языке с английскими субтитрами.